# Guilmaro
Guilmaro är ett arrondissement i kommunen Kouandé i Benin. Den hade 17 754 invånare år 2002.